# Krems (Traun)
Krems este un afluent al lui Traun cu o lungime de 60 de km situat în Austria Superioară. Râul are izvorul la poalele lui Kremsmauer în Micheldorf, traversează regiunea Traunviertel în direcția nord și se varsă la sud de Linz în Traun.

## Localități traversate
Localități care se află pe valea lui Krems:
- Kirchdorf an der Krems,
- Schlierbach,
- Wartberg an der Krems,
- Kremsmünster,
- Rohr im Kremstal,
- Kematen an der Krems,
- Neuhofen an der Krems
- Ansfelden